# Carcelia vaga
Carcelia vaga är en tvåvingeart som först beskrevs av Charles Howard Curran 1927.  Carcelia vaga ingår i släktet Carcelia och familjen parasitflugor.
Artens utbredningsområde är Uganda. Inga underarter finns listade i Catalogue of Life.